# João Tarcísio Bueno
João Tarcísio Bueno (Cuiabá, 23 de junho de 1906– 6 de abril de 1963) foi um militar da Arma de Infantaria, herói condecorado da Força Expedicionária Brasileira durante a Segunda Guerra Mundial, na Itália.

## Carreira militar
Formado pela Escola Militar de Realengo, no Rio de Janeiro, em 1932, foi para a Itália como ajudante-de-ordens do General Zenóbio da Costa.

“Capitão João Tarcísio Bueno, 1G, 65492, Estado de Mato Grosso,

No ataque ao Morro do Castello, em doze de dezembro último, o Capitão BUENO comandava a 1ª Cia. do 11º RI. Inicialmente marchava em seu lugar próprio, à frente do segundo escalão. Quando se juntaram fogos inimigos sobre a sua sub-unidade esta entrou numa fase crítica. Sem perda de tempo o Capitão BUENO tomou a decisão de passar à frente e pessoalmente impulsionar a sua tropa, transmitindo-lhe um reflexo novo de entusiasmo. Ao atingir seu objetivo, agora combatendo a granadas de mão, foi gravemente ferido, e tão perto das linhas inimigas que chegou a permanecer nesse local por mais de vinte e quatro horas. Aponto-o como um dos raros exemplos de coragem, dignidade, compreensão exata do papel de chefe, tenacidade, todas essas qualidades que fortalecem o ânimo da tropa brasileira e a torna capaz de ações de relevo.”

— (Bol. Int. da 1ª DIE de 16-1-945)
No posto de capitão chefiou, durante o ataque ao Monte Castelo do dia 12 de dezembro de 1944, uma das divisões do  décimo primeiro regimento. Quando da paralisação do avanço da mesma, em conseqüência de forte fogo inimigo (o mesmo acontecendo com as duas divisões que deviam apoiá-la pelos flancos), tomou a frente de seus homens, conduzindo-os ao interior do lugarejo de Abetaia, maciçamente fortificado pelo exército alemão. Ferido no lado direito do tórax por uma bala alemã enquanto combatia a granadas de mão, ficou por 24 horas tombado, semiconsciente, na terra de ninguém congelada, até ser resgatado por seu ordenança, o soldado Sérgio Pereira, tarefa antes tentada duas vezes, improficuamante, a segunda pelo sargento Max Wolff.
Por seus feitos alcançou a patente de general.

## Condecorações
Recebeu a Cruz de Combate de 1.ª Classe, concedida pelo Exército Brasileiro aos militares que se destacaram em ação na II Guerra Mundial, assim como a Medalha de Guerra, a Medalha de Campanha, a Medalha de Sangue do Brasil foi também agraciado com a Ordem do Mérito Militar. As Forças Armadas dos Estados Unidos reconheceram os seus feitos com a Estrela de Prata das Forças Armadas dos Estados Unidos Silver Star o terceiro maior prêmio dado por valor em face do inimigo. Recebeu a Cruz de Guerra com Palma Croix de Guerre avec Palme condecoração militar francesa. 
- Cruz de Combate 1.ª Classe
- Medalha de Guerra
- Medalha de Campanha
- Medalha Sangue do Brasil
- Ordem do Mérito Militar
- Estrela de Prata (Estados Unidos)
- Cruz de Guerra com Palma (França)

É o patrono de praça pública na cidade de Cuiabá no Mato Grosso, sua cidade Natal, e de colégio estadual Ce Coronel Joao Tarcisio Bueno em São Gonçalo, no Rio de Janeiro.